# Segundo (Colorado)
Segundo è una località degli Stati Uniti d'America, situata nella contea di Las Animas dello Stato del Colorado.

## Geografia fisica
Secondo i rilevamenti dell'United States Census Bureau, Segundo si trova a 2011 m s.l.m. di altitudine.

## Storia
L'area di Segundo, fu urbanizzata dalla CF&I, società locale del carbone dove costrui e ospitato i suoi lavoratori. vennero realizzate: scuole, piccole imprese, supermercati e un centro YMCA.
Dopo un grande incendio nel 1929, CF&I abbandono la città e Segundo è diventata praticamente una città fantasma.

## Infrastrutture e trasporti

### Strade
- Colorado SH 12